# De drie slangenbladeren
De drie slangenbladeren is een sprookje uit Kinder- und Hausmärchen, de verzameling van de gebroeders Grimm, met als nummer KHM16. De oorspronkelijke naam is Die drei Schlangenblätter.

## Het verhaal
Een zoon neemt afscheid van zijn vader, omdat die niet meer voor voedsel kan zorgen. Hij treedt in dienst van het leger van de koning. Als de aanvoerder sneuvelt, zorgt hij ervoor dat de manschappen niet op de vlucht slaan. De jongen wordt door de koning boven de anderen verheven als dank en zo wordt hij een heel belangrijk man. De koningsdochter heeft de gelofte afgelegd alleen te trouwen met iemand die bereid is zich levend met haar te laten begraven, als zij als eerste zou sterven. Zij is bereid hetzelfde te doen voor haar man, maar niemand durft dit aan. De jongen is door haar schoonheid betoverd en vraagt haar vader om haar hand.
De bruiloft wordt gevierd en ze leven een tijd erg gelukkig samen, maar dan wordt de jonge koningin ernstig ziek. De jongeman wordt naar de koninklijke grafkelder gebracht met het lichaam van zijn vrouw en de deur wordt afgesloten. Naast de doodskist staat een tafel met daarop vier kaarsen, broden en flessen wijn. Hij neemt elke dag slechts één hapje brood en een slokje wijn. Op een dag ziet hij een slang uit de hoek komen en deze kruipt naar het lijk. Hij hakt het beest in drie stukken met zijn zwaard. Er komt een andere slang tevoorschijn en deze ziet de dode slang. Kort daarna keert deze slang terug met drie groene bladeren in zijn bek.
Op de wonden van de eerste slang legt hij een blad, waarna ze genezen, en de slang komt weer tot leven. De jongeman vraagt zich af of de bladeren hetzelfde effect zouden hebben op een mens en hij legt er een op de mond van zijn vrouw en de andere twee op haar ogen. De jongeman geeft zijn vrouw wat wijn en brood en legt uit wat er is gebeurd. De wachters horen geluid en roepen de koning, waarna het paar bevrijd wordt. De jonge koning neemt de drie groene bladeren mee en laat zijn dienaar ze goed bewaren.
De koningin is echter veranderd sinds ze weer tot leven is gewekt, ze heeft geen liefde meer voor haar man. Samen gaan ze op reis naar de vader van de jongeman en de koningin wordt verliefd op de schipper. Samen met de schipper gooit ze haar slapende man overboord en ze gaan samen terug naar haar huis. De trouwe dienaar heeft echter alles gezien en hij gaat met een klein bootje op weg naar zijn meester. De bladeren legt hij op de mond en ogen van zijn meester en zo komt hij weer tot leven. Ze roeien snel en komen eerder aan bij de oude koning dan het grotere schip. Als de koning het verhaal heeft gehoord, laat hij de mannen zich verstoppen in een geheime kamer. De valse vrouw vertelt haar vader dat haar man is gestorven en dat de schipper goed voor haar heeft gezorgd. De koning vertelt dan dat hij doden weer tot leven kan wekken en laat de mannen naar buiten komen. De vrouw zakt op haar knieën als ze haar man ziet en smeekt om genade. Samen met de schipper wordt de jonge koningin op een lek schip gezet en dit vergaat al snel in de golven.

## Achtergronden bij het verhaal
- Het sprookje is samengesteld uit twee versies van het verhaal, een uit Hessen en een uit de omgeving van Paderborn.
- Het getal drie komt veelvuldig voor in sprookjes.
- Oorspronkelijk komt dit sprookje waarschijnlijk uit het Oosten, waar het samen begraven worden en de ontrouw van de tot leven gewekte vrouw wijdverspreide thema's zijn.
- De slang gold in het Oosten als de manifestatie van de overledene (het leven dat uit het dodenrijk komt).
- Het levenskruid van de slang is ook bekend uit het Sumerische Gilgamesj-epos en uit de Griekse mythologie en sagen.
- In Europa heeft het sprookje ook christelijke elementen gekregen, zoals de tafel met wijn en brood die in de grafkelder staat.
- Dood en opstanding zijn de belangrijkste motieven van het sprookje.
- Het levend begraven worden met proviand komt ook voor bij de vierde reis van Sinbad de zeeman en het lijkt op de straf van ontrouwe Vestaalse maagden.
- Het dier als helper komt in heel veel sprookjes voor;
  - een slang in De witte slang (KHM17)
  - drie raven in De trouwe Johannes (KHM6).
  - een beer in De twee gebroeders (KHM60)
  - een bij in De bijenkoningin (KHM62) en De twee reisgezellen (KHM107)
  - duiven in Assepoester (KHM21), De drie talen (KHM33) en De oude vrouw in het bos (KHM123)
  - een eend in Hans en Grietje (KHM15), De bijenkoningin (KHM62) en De twee reisgezellen (KHM107)
  - een geit in Eenoogje, tweeoogje en drieoogje (KHM130)
  - een haan in De drie gelukskinderen (KHM70)
  - een haas in De twee gebroeders (KHM60)
  - een hond in De drie talen (KHM33) en De oude Sultan (KHM48)
  - een kat in De drie gelukskinderen (KHM70) en De arme molenaarsknecht en het katje (KHM106)
  - een leeuw in De twee gebroeders (KHM60), De twaalf jagers (KHM67) en De koningszoon die nergens bang voor was (KHM121)
  - mieren in De witte slang (KHM17) en De bijenkoningin (KHM62)
  - een ooievaar in De twee reisgezellen (KHM107)
  - een paard in De ganzenhoedster (KHM89)
  - een pad in De drie veren (KHM63) en De ijzeren kachel (KHM127)
  - een raaf in De witte slang (KHM17) en Het boerke (KHM61)
  - een schimmel in Fernand getrouw en Fernand ontrouw (KHM126)
  - een veulen in De twee reisgezellen (KHM107)
  - een vis in De witte slang (KHM17), Van de visser en zijn vrouw (KHM19), De goudkinderen (KHM85), Fernand getrouw en Fernand ontrouw (KHM126) en Het zeehaasje (KHM191)
  - een vogel in Assepoester (KHM21), De drie talen (KHM33) en De roverbruidegom (KHM40)
  - een vos in De gouden vogel (KHM57), De twee gebroeders (KHM60) en Het zeehaasje (KHM191)
  - een wolf in De twee gebroeders (KHM60)